# Medaglia commemorativa della spedizione di Fiume
La medaglia commemorativa della spedizione di Fiume è una medaglia del Regno d'Italia, nacque come coniatura non ufficiale della Reggenza italiana del Carnaro, istituita da Gabriele D'Annunzio, con il nome di medaglia commemorativa della marcia di Ronchi, subito dopo l'occupazione di Fiume del 12 settembre 1919.

## Storia
Di questa medaglia esistono tre tirature: la prima coniata in 200 esemplari e consegnata ai legionari che entrarono in Fiume con d'Annunzio, dal peso variabile dai 36 a 41,5 grammi che risente di tutte le variabili di una coniatura non omogenea: si presenta come una medaglia di patina verde/nera, volutamente antichizzata (consegnata tra gli anni 1919/1920). La seconda tiratura è di color bronzo scuro, marrone o nero, tra i 34 e i 35 grammi dal peso variabile (consegnata tra gli anni 1919/1936). La terza tiratura è di colore bronzo scuro, marrone scuro quasi nero, tra i 30 e i 33 grammi dal peso variabile (consegnata tra gli anni 1937/1945). Il conio totale delle medaglie è di 11.165 pezzi. Esistono anche coni post-bellici del peso variabile tra i 29 e i 25 grammi.
La medaglia, che non reca firme o marchi, fu coniata da S. Johnson di Milano su modello dello scultore Adolfo De Carolis, che seguì precise indicazioni del "Vate".
Accompagnata da un diploma sottoscritto dallo stesso D'Annunzio, la medaglia fu conferita ai legionari giunti a Fiume dopo aver preso parte alla marcia di Ronchi, all'equipaggio della Regia Nave "Cortellazzo" (ex Regio incrociatore "Marco Polo") che arrivò a Fiume il 22 settembre, a coloro che avevano combattuto nel "Natale di Sangue" tra il 24 e il 28 dicembre 1920 e a note personalità che avevano contribuito in varia misura alla causa fiumana.
Gabriele D'Annunzio nel 1935 donò alla patria la sua medaglia della Spedizione di Fiume, con tre barrette, insieme ad altre medaglie ed un distintivo raffigurante una Spada (in oro e argento) recante il Motto: " COSA FATTA CAPO HA ".
Ne furono coniate alcune in oro come segno di personale riconoscimento,ma solo per le prime due esiste una particolare motivazione, per:
1. il gagliardetto dei legionari di Ronchi;
2. il capitano pilota Ernesto Cabruna;
3. Giovanni Host-Venturi;
4. il tenente Antonio Masperi, luogotenente generale di D'Annunzio;
5. Arturo Toscanini (attualmente conservata presso il Museo teatrale alla Scala di Milano);
6. Guglielmo Marconi.

In seguito fu autorizzata per i membri della Milizia volontaria per la sicurezza nazionale e poi per tutti i membri delle Forze Armate.

## Insegne

### Medaglia
La medaglia è costituita da una disco di bronzo del diametro di 39 mm. con attacco a cambretta, che reca:
sul drittonella parte inferiore braccia che sollevano pugnali con al centro uno stendardo romano che sostiene un'aquila ad ali spiegate nella parte superiore della medaglia, ai lati dello stendardo la scritta "HIC - MANE / BIMUS - OPTIME"  su due righe;
sul versoLa scritta "AI / LIBERATORI / XII-SETTEMBRE/MCMXIX", su quattro righe, sopra un serto di alloro, in basso sul bordo la scritta "FIUME D'ITALIA" su una pergamena srotolata.

### Nastrino
Il nastrino presenta tre fasce verticali eguali con i colori dello stemma del comune di Fiume: turchino, giallo e carminio.